# Myrtopsis myrtoidea
Myrtopsis myrtoidea är en vinruteväxtart som först beskrevs av Henri Ernest Baillon, och fick sitt nu gällande namn av André Guillaumin. Myrtopsis myrtoidea ingår i släktet Myrtopsis och familjen vinruteväxter. Inga underarter finns listade i Catalogue of Life.